# Ophion minutus
Ophion minutus là một loài tò vò trong họ Ichneumonidae.